# Cagnano
Cagnano é uma comuna francesa na região administrativa de Córsega, no departamento da Alta Córsega. Estende-se por uma área de 14,72 km². 